# BMW X1 (F48)
BMW X1 (F48) — второе поколение BMW X1. Дебютировало в сентябре 2015 года во Франкурте и Токио. В отличие от BMW E84, автомобиль оснащался передним приводом sDrive. 
Модель базировалась на платформе BMW UKL2. Колёсная база автомобиля укорочена на 90 мм, ширина укорочена на 23 мм, а высота — на 67 мм. 
В 2016 году в Китае была представлена модель с удлинённой на 110 мм колёсной базой. Также был представлен гибридный автомобиль xDrive25Le. В Северной Америке продаётся модель xDrive28i. 
В мае 2019 года на официальном сайте BMW был представлен рестайлинговый вариант LCI. В сентябре 2019 года была представлена модель xDrive25e с подключаемым модулем. 
Производство завершилось в 2022 году. 

## Двигатели

### Бензиновые
| Модель             | Годы производства | Двигатель            | Мощность                                 | Крутящий момент              | 0—100 км/ч (0—62 миль/ч) |
| ------------------ | ----------------- | -------------------- | ---------------------------------------- | ---------------------------- | ------------------------ |
| sDrive18i          | 2015—2022         | B38                  | 105 кВт (143 л. с.) при 4400—6000 об/мин | 220 Н*м при 1250—4000 об/мин | 9.7 сек.                 |
| sDrive20i          | 2015—2022         | B48                  | 141 кВт (192 л. с.) при 5000—6000 об/мин | 280 Н*м при 1250—4600 об/мин | 7.7 сек.                 |
| xDrive20i          | 2015—2022         | B48                  | 141 кВт (192 л. с.) при 5000—6000 об/мин | 280 Н*м при 1250—4600 об/мин | 7.4 сек.                 |
| xDrive25i*         | 2016—2022         | B48                  | 170 кВт (231 л. с.) при 5000—6000 об/мин | 350 Н*м при 1250—4500 об/мин | 6.5 сек.                 |
| xDrive25Le (Китай) | 2016—2022         | B38+электродвигатель | 100 кВт (136 л. с.)                      | 220 Н*м                      | 7.4 сек.                 |
| xDrive25e          | 2019—2022         | B38+электродвигатель | 168 кВт (228 л. с.)                      | 385 Н*м                      | 6.9 сек.                 |

### Дизельные
| Модель    | Годы производства | Двигатель | Мощность                            | Крутящий момент              | 0—100 км/ч (0—62 миль/ч) |
| --------- | ----------------- | --------- | ----------------------------------- | ---------------------------- | ------------------------ |
| sDrive16d | 2015—2022         | B37       | 85 кВт (116 л. с.) при 4000 об/мин  | 270 Н*м при 1750—2250 об/мин | 11.1 сек.                |
| sDrive18d | 2015—2022         | B47       | 110 кВт (150 л. с.) при 4000 об/мин | 330 Н*м при 1750—2750 об/мин | 9.2 сек.                 |
| sDrive20d | 2015—2022         | B47       | 140 кВт (190 л. с.) при 4000 об/мин | 400 Н*м при 1750—2500 об/мин | 7.8 сек.                 |
| xDrive25d | 2016—2022         | B47       | 170 кВт (231 л. с.) при 4400 об/мин | 450 Н*м при 1500—3000 об/мин | 6.6 сек.                 |

## Галерея

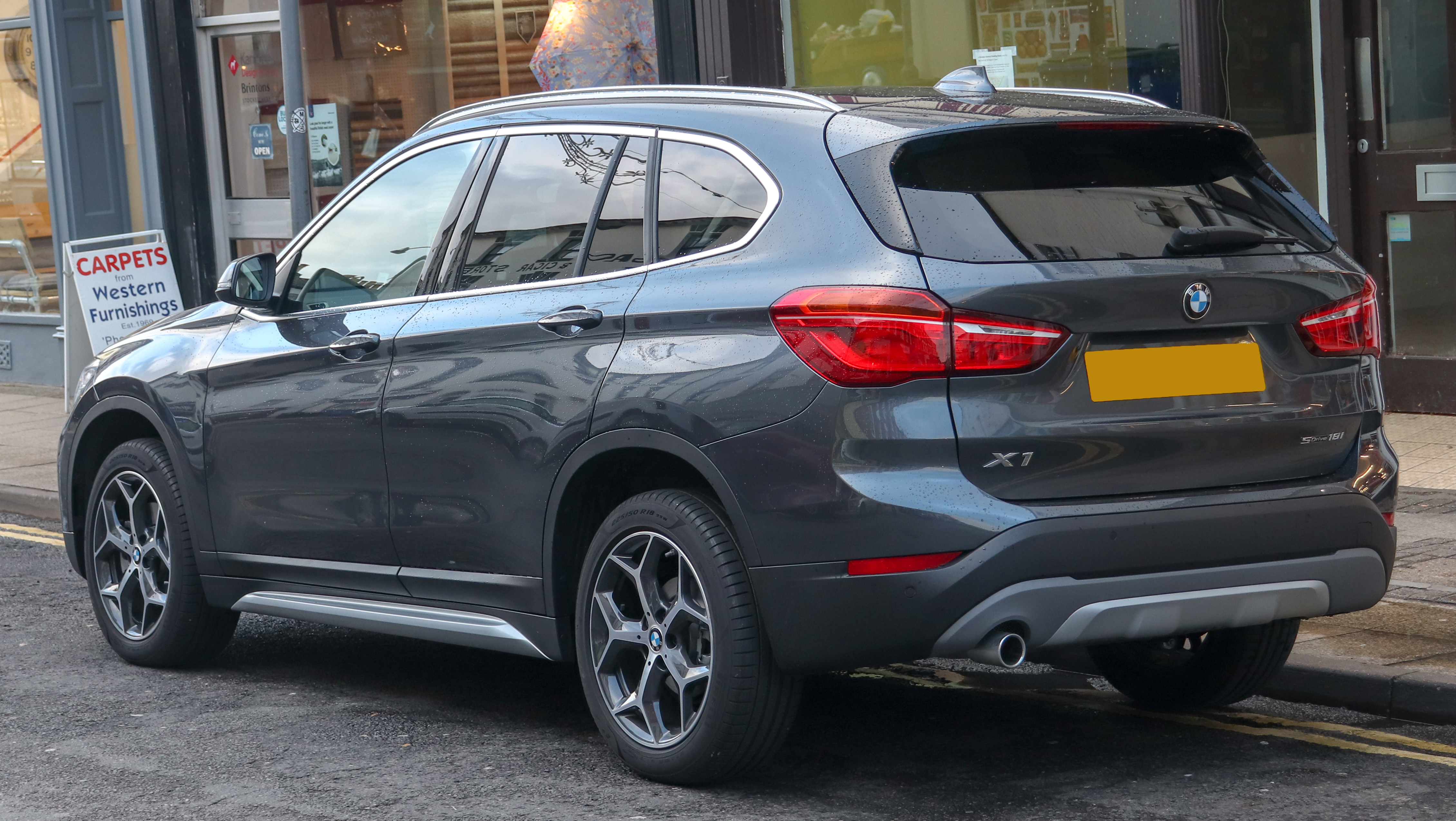
BMW X1 sDrive18i xLine
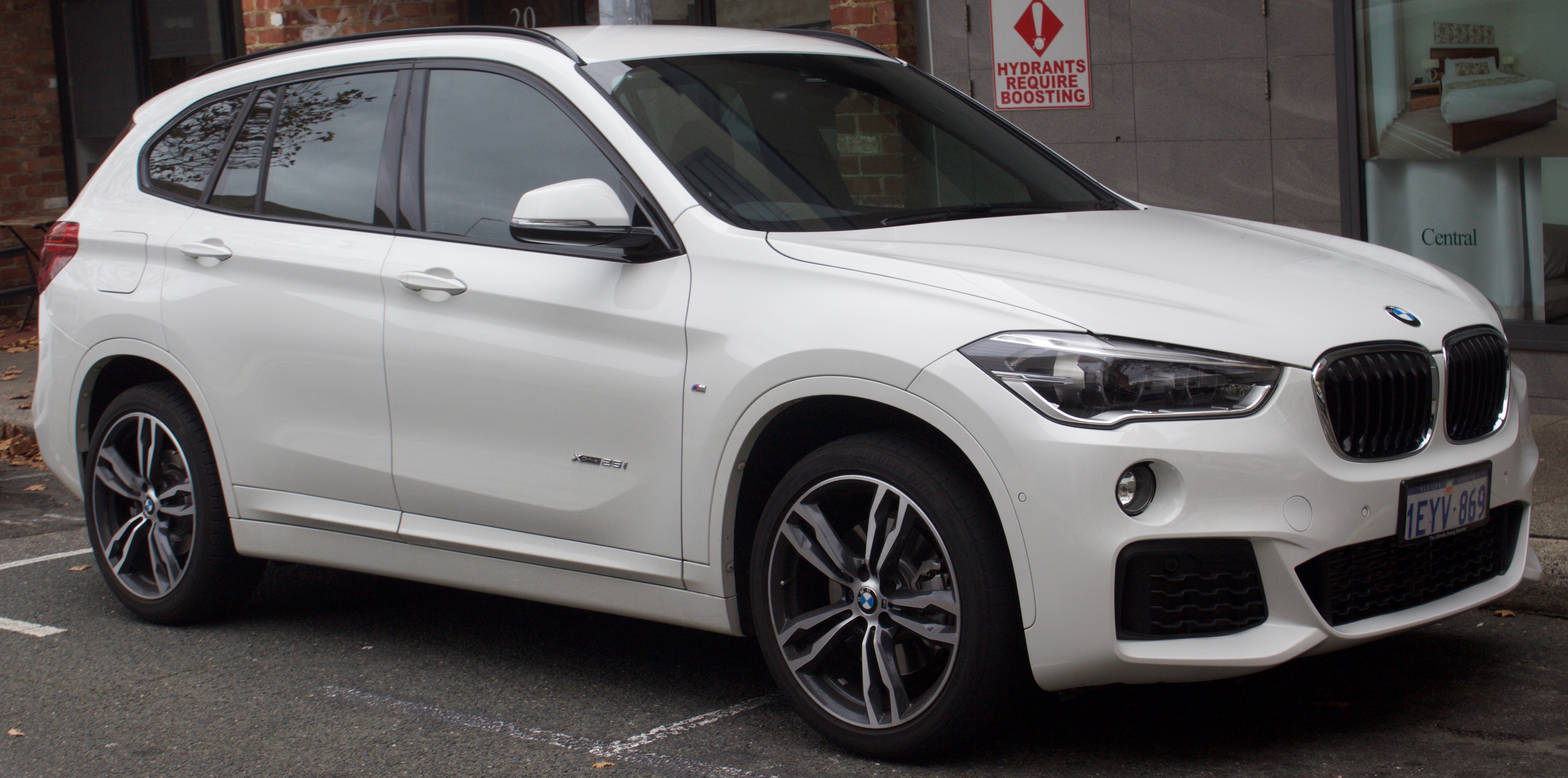
BMW X1 xDrive25i M Sport
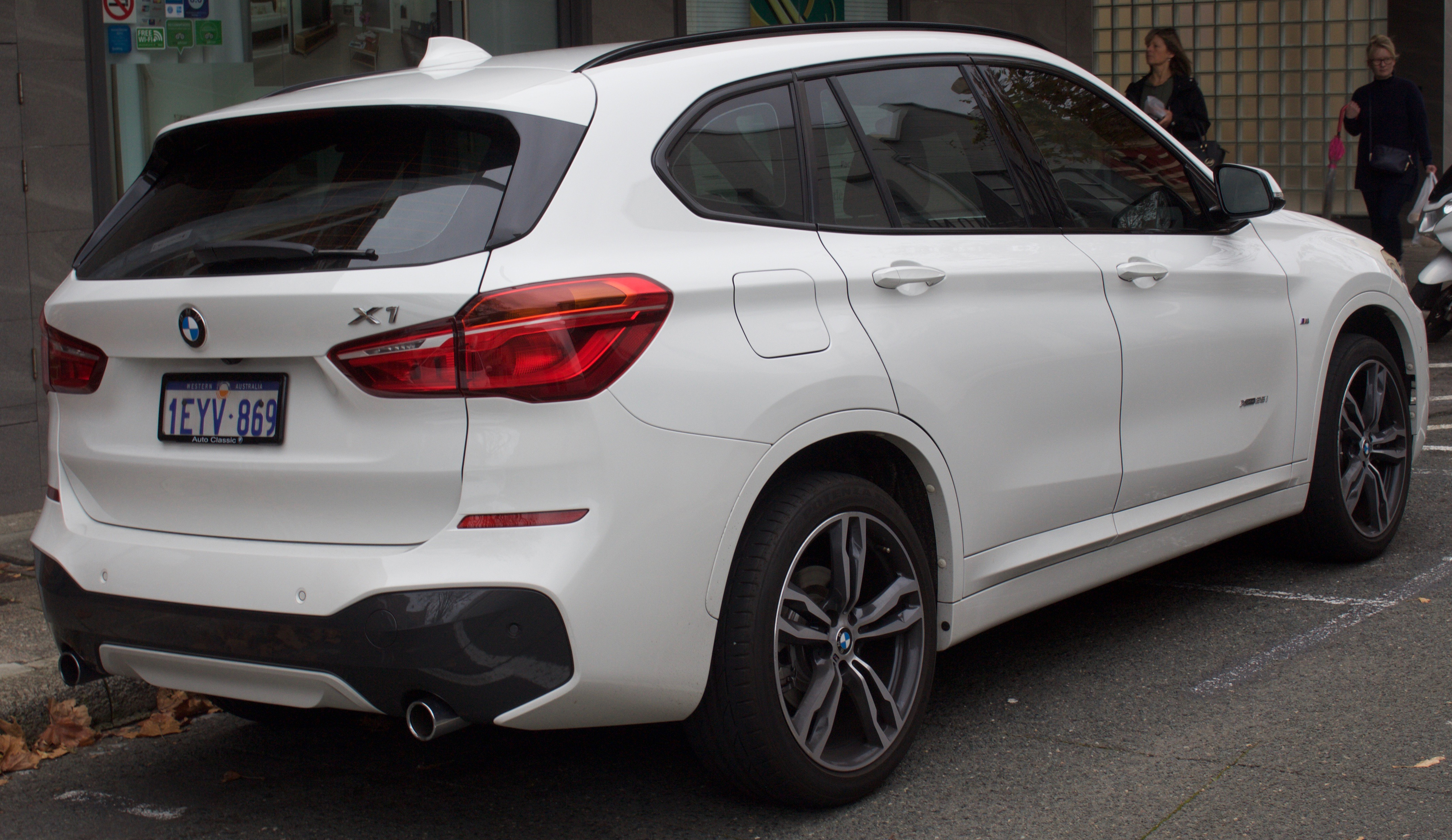
BMW X1 xDrive25i M Sport
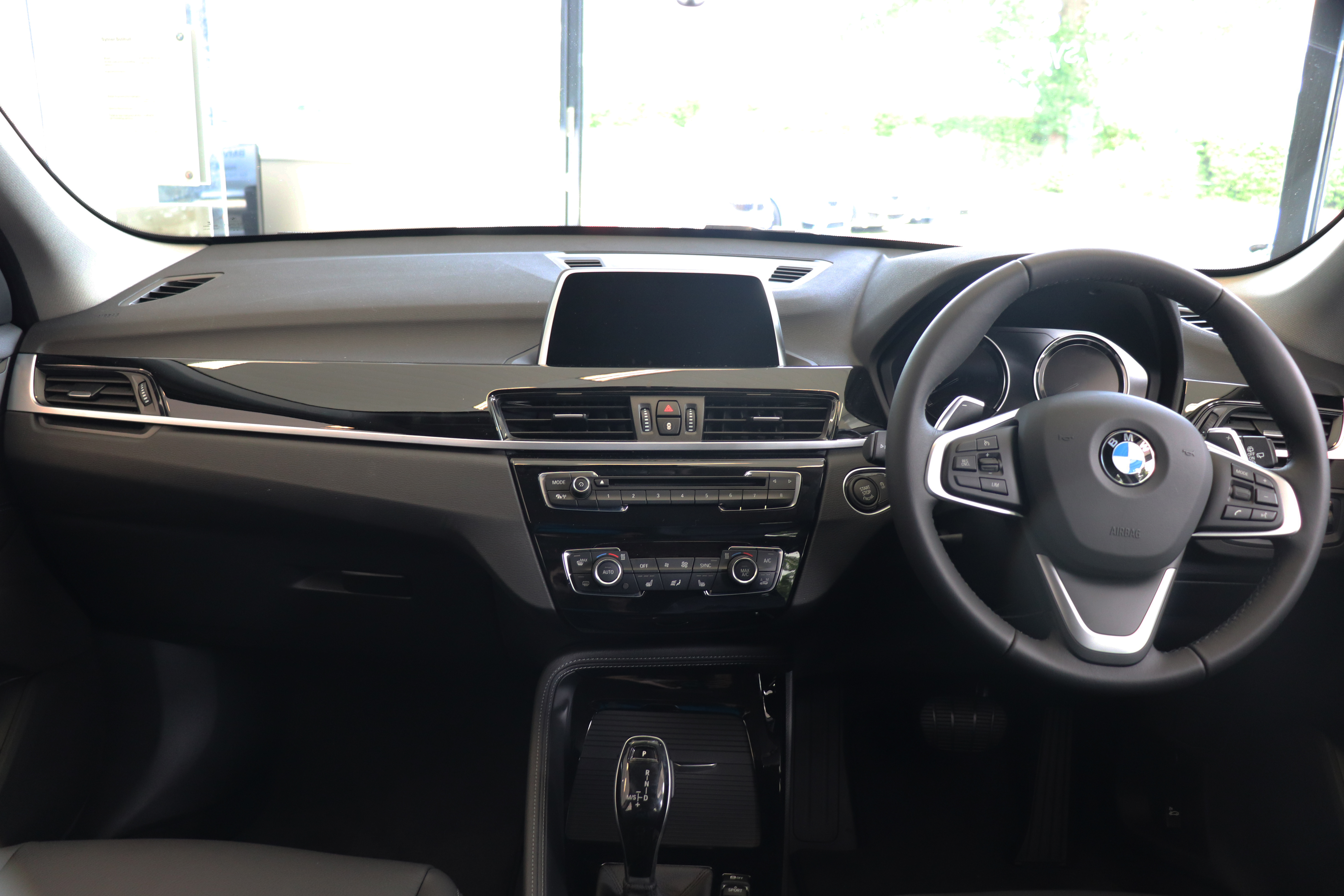
Место водителя
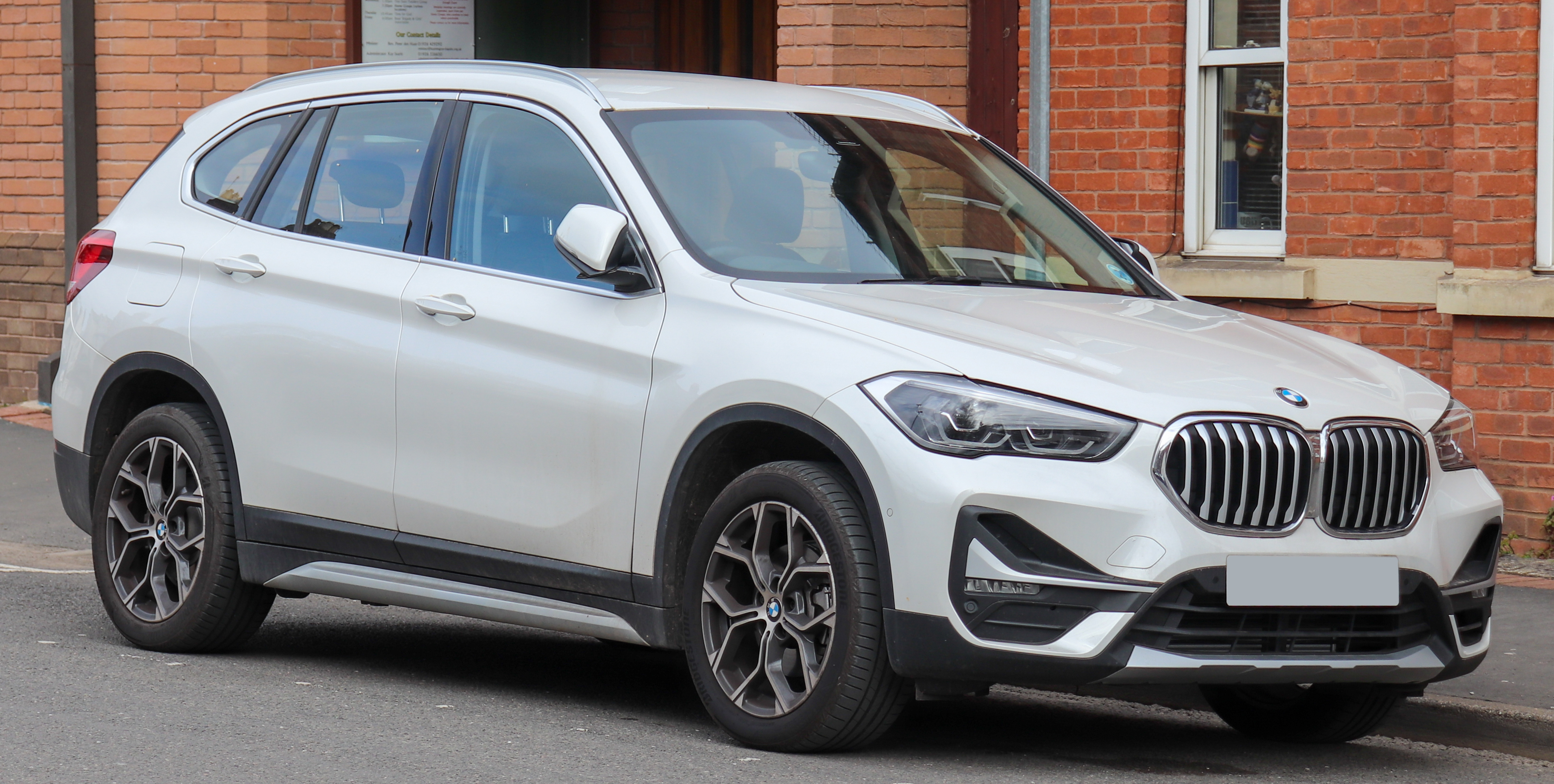
BMW X1 sDrive18i
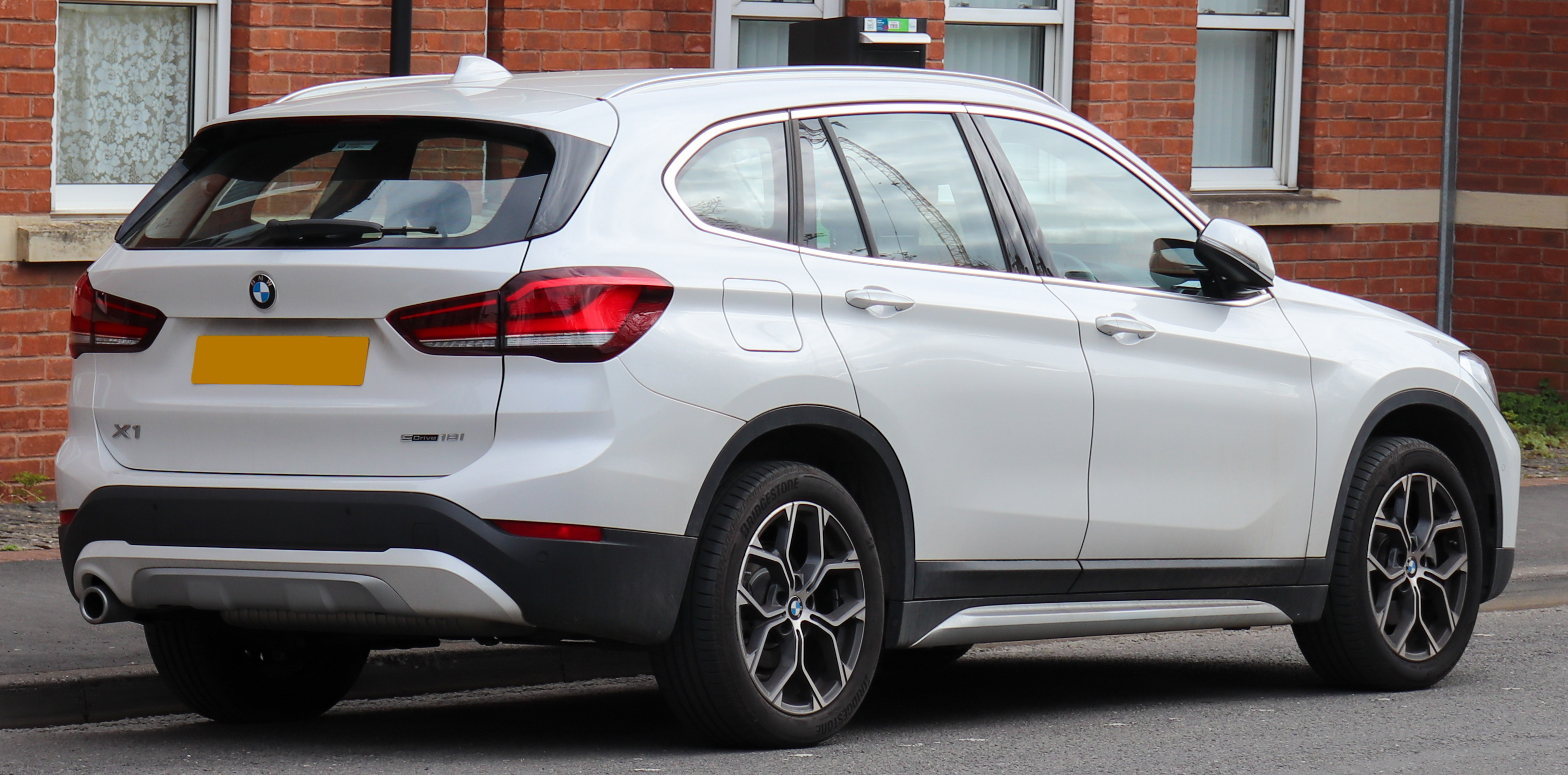
Вид сзади
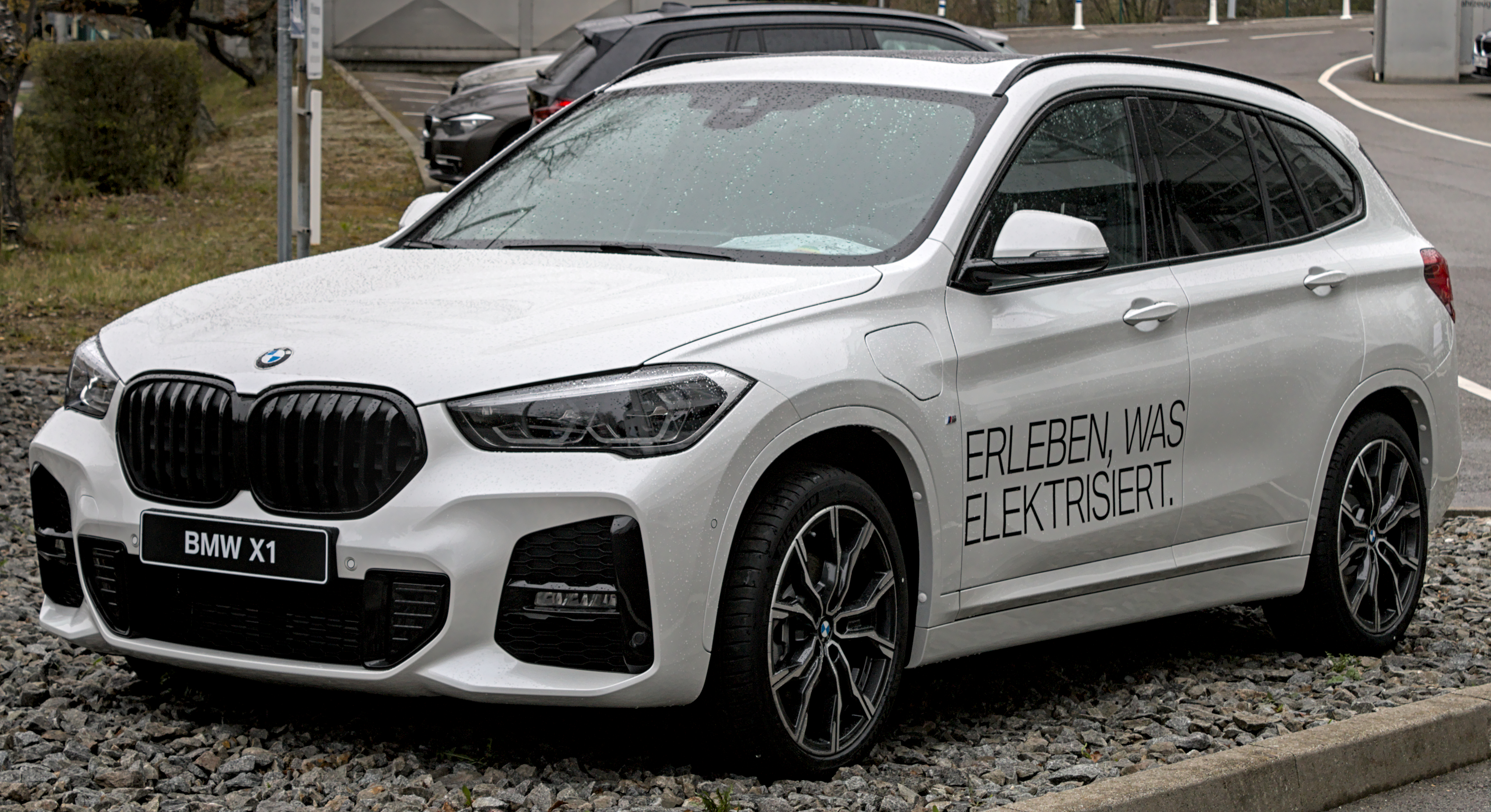
BMW X1 xDrive25e M Sport
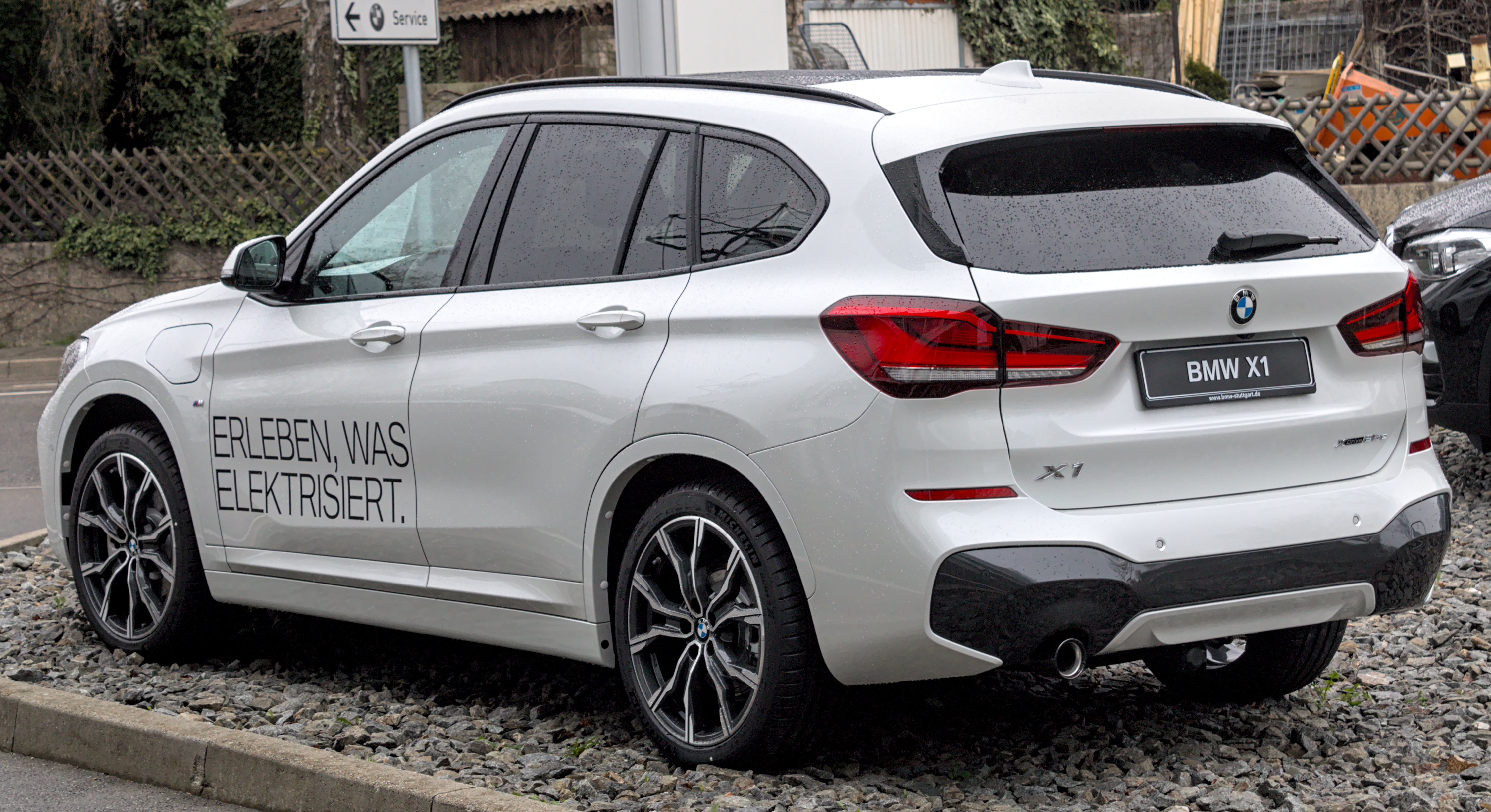
Вид сзади